# Recording Industry Association of America
The Recording Industry Association of America, eller blot RIAA, er en brancheorganisation, der repræsenterer størstedelen af pladeselskaberne og -distributørerne i USA.
RIAA blev dannet i 1952, primært for at administrere en teknisk standard for vinylplader. Siden har RIAA været involveret i udviklingen af nye tekniske standarder, ligesom organisationen deltager i administrationen af licenser og royalties. Det er også RIAA, der certificerer USA's guld- og platinalbum. Endelig arbejder organisationen for at beskytte kunstnernes intellektuelle ejendomsret.